# Renault 21
Renault 21, zkráceně také R21, byl automobil vyráběný francouzskou automobilkou Renault v letech 1986–1994 jako nástupce Renault 18.
Automobil se vyráběl v karosářské variantě sedan a od roku 1987 také jako kombi pod názvem R21 Nevada. V roce 1989 automobilka provedla facelift a automobil dostal novou přední masku. S faceliftem přišla také nová karosářská varianta liftback a byla také přepracována palubní deska včetně ovladačů.
Model R21 byl v roce 1994 nahrazen modelem Renault Laguna. Karosářská varianta kombi se vyráběla ještě v roce 1995.
Zajímavostí je, že Renault 21 byl prvním prezidentským vozem Václava Havla, který jej dostal jako osobní dar od portugalské hlavy státu Mario Soarese.

## Motory
- 1.4 L (1397 cc) benzín SOHC 8V I4; 68 PS (50 kW; 67 hp); max. rychlost: 165 km/h (103 mph)
- 1.4 L (1397 cc) benzín OHV 8V I4; 70 PS (51 kW; 69 hp); max. rychlost: 168 km/h (104 mph)
- 1.6 L (1565 cc) benzín SOHC 8V I4; 73 PS (54 kW; 72 hp); max. rychlost: 165 km/h (103 mph) ; 0-100 km/h : 12.0 s
- 1.7 L (1721 cc) benzín SOHC 8V I4 carb.; 76 PS (56 kW; 75 hp); max. rychlost: 173 km/h (107 mph) ; 0-100 km/h : 12.0 s
- 1.7 L (1721 cc) benzín SOHC 8V I4 SPI; 75 PS (55 kW; 74 hp); max. rychlost: 172 km/h (107 mph) ; 0-100 km/h : 12.5 s
- 1.7 L (1721 cc) benzín SOHC 8V I4 carb.; 90 PS (66 kW; 89 hp); max. rychlost: 185 km/h (115 mph) ; 0-100 km/h : 10.7 s
- 1.7 L (1721 cc) benzín SOHC 8V I4 carb.; 88 PS (65 kW; 87 hp); max. rychlost: 181 km/h (112 mph)
- 1.7 L (1721 cc) benzín SOHC 8V I4 MPI; 95 PS (70 kW; 94 hp); max. rychlost: 185 km/h (115 mph) ; 0-100 km/h : 10.7 s
- 1.9 L (1870 cc) diesel SOHC 8V I4; 65 PS (48 kW; 64 hp); max. rychlost: 160 km/h (99 mph) ; 0-100 km/h : 16.0 s
- 2.0 L (1995 cc) benzín SOHC 8V I4 MPI; 120 PS (88 kW; 118 hp); max. rychlost: 200 km/h (124 mph) ; 0-100 km/h : 9.7 s
- 2.0 L (1995 cc) benzín SOHC 12V I4; 135 PS (99 kW; 133 hp); max. rychlost: 203 km/h (126 mph) ; 0-100 km/h : 9.8 s
- 2.0 L (1995 cc) benzín SOHC 8V I4 MPI turbo; 175 PS (129 kW; 173 hp); max. rychlost: 227 km/h (141 mph) ; 0-100 km/h : 7.2 s
- 2.0 L (1995 cc) benzín SOHC 8V I4 MPI turbo; 162 PS (119 kW; 160 hp); max. rychlost: 217 km/h (135 mph) ; 0-100 km/h : 8.6 s
- 2.1 L (2068 cc) diesel SOHC 8V I4; 67 PS (49 kW; 66 hp); max. rychlost: 164 km/h (102 mph) ; 0-100 km/h : 15.6 s
- 2.1 L (2068 cc) diesel SOHC 8V I4; 73 PS (54 kW; 72 hp); max. rychlost: 170 km/h (106 mph) ; 0-100 km/h : 15.1 s
- 2.1 L (2068 cc) diesel SOHC 8V I4 turbo; 88 PS (65 kW; 87 hp); max. rychlost: 177 km/h (110 mph) ; 0-100 km/h : 11.8 s
- 2.2 L (2165 cc) benzín SOHC 8V I4 MPI; 110 PS (81 kW; 108 hp); max. rychlost: 192 km/h (119 mph) ; 0-100 km/h : 9.9 s